# Halim Stupac
Halim Stupac (* 21. Februar 1968 in Bihać, SFR Jugoslawien) ist ein ehemaliger bosnischer Fußballspieler.

## Verein
Von 1995 bis 1997 spielte er zunächst für den Erstligisten NK Jedinstvo Bihać, bis er sich dem deutschen Drittligisten SV Waldhof Mannheim anschloss. Der Stürmer verbrachte bei Mannheim lediglich die Saison 1997/98, woraufhin er sich erneut Jedinstvo anschloss. Die nächsten zehn Jahre spielte er dort wieder in der Premijer Liga und absolvierte auch vier Partien im UEFA Intertoto Cup 1999. Als der Verein 2008 in die zweite Liga Bosniens abstieg, beendete er seine aktive Spielerkarriere.

## Nationalmannschaft
Am 24. April 1996 wurde er in einem Testspiel der bosnischen A-Nationalmannschaft gegen Albanien eingesetzt (0:0).